# Демчук Осип Осипович
Осип Осипович Демчук (нар. 1 січня 1885, Сокаль — 25 жовтня 1965, Орлеан, Франція) — громадський та військовий діяч, співавтор першого військового підручника українською мовою (1914), командир 5-ї Сокальської бригади УГА.

## Життєпис
Осип Демчук народився в сім'ї корінних сокальців Осипа та Марії Демчуків. Крім сина Осипа, в них були ще три дочки: Софія, Агафія і Юлія. Родина мешкала в Сокалі, на вулиці Українській (нинішня назва), 42. 1904 року Осип-молодший вступив на юридичний факультет Львівського університету. 1910 року здобув ступінь магістра права і став провадити адвокатську практику в Сокалі. У 1907-му Демчук обійняв посаду писаря повітового товариства «Січ» у Сокалі. У 1910—1911 роках він керував заснуванням осередків «Січі» на Сокальщині.
1913 року проголошено створення українського військового товариства «Українські січові стрільці». Протягом кількох місяців осередки товариства поширилися по всій Галичині. Сокальський повітовий осередок очолювали Осип Демчук і Осип Семенюк.
У 1914 р. Осип Семенюк та Осип Демчук на основі австрійського підручника «Dienstreglement I» написали й видали «Правильник піхотинця» який містив 17 розділів, у яких регламентувалися правила внутрішньої служби, підготовки до бою, а також методика ведення бою всіма підрозділами піхоти. Це видання мало велике значення не тільки у військовому, але й у соціально-політичному та мовному плані для нації, що знову забажала стати державною.
Восени 1916 року, після окупації Галичини російською армією внаслідок відомого прориву Брусилова, Осип Демчук потрапив на Волинь і вчителював в с. Машів (тепер Любомльський район). Ця невелика частина Волині в районі Ковеля залишилась незайнятою росіянами. Деякі думки про цей період збереглись в листі О. Демчука до редакції «Вісника СВУ» (журнал, який видавав у Відні Союз визволення України) від 3 березня 1917 року:
1. |  | Правильність в ходженню до школи… се глубокі чинники, котрі спять в нашім народі. Дайте рідню школу, а побачите, що з хахлів в Barenlend-і (Ведмежій землі) вийдуть мужики не гірші Чехів і Німців, і то в протягу 10 літ. Старша ґенерація ввічлива, гостинна, делікатна, взагалі має вроджені всі прикмети джентльмена, і то, на щастя, не ученого, а родженого. Одна хиба народу — се великий нахил до алькоголю і незгідливість взаїмна між собою. Причини сих хиб добре знає наша істория, се наші сусіди, паньщина і неволя. |

З постанням 1 листопада 1918 року ЗУНР розпочалася Українсько-польська війна. Сотник Осип Демчук очолив у Сокалі військову групу «Північ», яку в лютому 1919 року реорганізовано в 5-ту Сокальську бригаду УГА. Восени 1919 року Осип Демчук командував однією з частин УГА в останньому бою проти більшовиків і денікінців у Вінниці.
Після поразки армії УНР її вцілілі частини були відведені за Збруч, на той час територію Польщі, й інтерновані в таборах. Перший з них постав наприкінці 1919 р. у Ланцуті. Після остаточної поразки Армії УНР восени 1920 року, коли кількість інтернованих вояків наблизилась до 20 тис., виникли нові табори у польських містах Олександрів-Куявський (Олександрово), Каліш, Вадовиці, Пйотрков. В середині 1921 року інтернованих українських вояків перевели з Ланцута до Стрілкова, а наприкінці року з Олександрова-Куявського до Щипюрна. У Каліші й Щипюрні табори проіснували до середини 1924 року. Крім того, частина українців були розміщені в таборах Чехословаччини, як-от Ліберець і Йозефов. Саме там виходив журнал «Український Скиталець» (орган військової еміграції Земель З. У. Н. Р.  ілюстрований двотижневик).
В «Українському скитальці», крім матеріалів про життя у таборах, були статті історичні та філософські, публіцистика, спогади про бойові дії, художні твори, інформація про події в Україні, сатира. Редакція журналу намагалася не допустити деморалізації в рядах інтернованих.
Бувши інтернованим у Йозефові, Осип Демчук писав статті до цього часопису й редагував кілька номерів. Восьмий і дев'ятий уклав він сам.
1923 року він повернувся до Сокаля й відкрив адвокатську контору у будинку на вулиці Шляхетській (нині вул. Богдана Хмельницького), навпроти Михайлівської церкви. З часом Осип Демчук спорудив будинок (вулиця Шашкевича, 86). Там він проживав і провадив контору. У 1936-му Демчук став контролером у Сокальській філії товариства «Просвіта». 1941 року, на початку німецької окупації, обійняв посаду голови Українського повітового комітету.
У 1944-му він перебрався до Польщі й невдовзі виїхав до Німеччини. Жив у Мюнхені до 1950 року, а тоді емігрував до Франції. Оселившись в Орлеані, працював робітником на американській військовій базі.
Помер Осип Демчук 25 жовтня 1965 року. Похований на кладовищі в Орлеані.

## Родина
- Батько — Осип Демчук (1859—1919). За доносом про те, що його син Осип, дочка Агафія і зять Олексій Кутинський воюють у війську УГА, Осипа-батька заарештували у перші дні після окупації Сокаля армією Галлера й 18 травня 1919 року розстріляли в кінці вулиці Української. Похований на сокальському цвинтарі[1].
- Мати — Марія Демчук (до шлюбу Караван; 1864—1946).
- Сестра Софія.
- Сестра Агафія у 1918—1919 роках працювала телефоністкою на залізничній станції у Сокалі разом із нареченим — Олексієм Кутинським, за часів ЗУНР начальником станції. 1919 року їх обох мобілізували в УГА. Перебувши полон у денікінців і перехворівши на тиф, Агафія взяла шлюб із Олексієм у Білій Церкві під час бойових дій з більшовиками. Померла в Сокалі.
- Сестра Юлія. 1926 року взяла шлюб з Осипом Мельниковичем (1893—1980), колишнім вояком УГА). 1943 року разом із ним і дочкою Дарією перебралася до Польщі, невдовзі — до Австрії. 1948 Осип переїхав до Франції, а у 1950-му до нього приєдналися дружина і дочка[6].
- Дружина — Осипа Демчук (до шлюбу Ліскевич).

## Ушанування
- 22 січня 2020 року в Сокалі відкрито меморіальну дошку, присвячену Осипові Демчуку[1].